# Lola Casamayor
María Esperanza Casamayor més coneguda com a Lola Casamayor (Madrid, 17 d'agost de 1958) és una actriu espanyola, que compta amb el premi Unión de Actores a la millor actriu de repartiment de cinema pel seu paper de Tia Marita a Camino.

## Biografia
Com a actriu, ha realitzat papers tant en teatre com en televisió o en cinema. En televisió, són destacables les seves aparicions en sèries com Hospital Central, on encarnava a Cecilia Schuman, una doctora xilena, Bandolera i Luis Miguel. Va aparèixer en la minisèrie de Telecinco Vuelo IL8714 com a passatgera, inspirat en l'accidentat 5022 de Spanair en 2008. En cinema, pel seu costat, ha actuat en pel·lícules com Camino, que li va valer un premi de la Unión de Actores, Solo mía o La voz dormida, entre d'altres. En teatre ha actuat a Lágrimas de cera, un homenatge a les víctimes de l'11M, la versió teatral de la pel·lícula El graduat o El mal de la juventud, entre altres obres.